# 왕단 (북송)

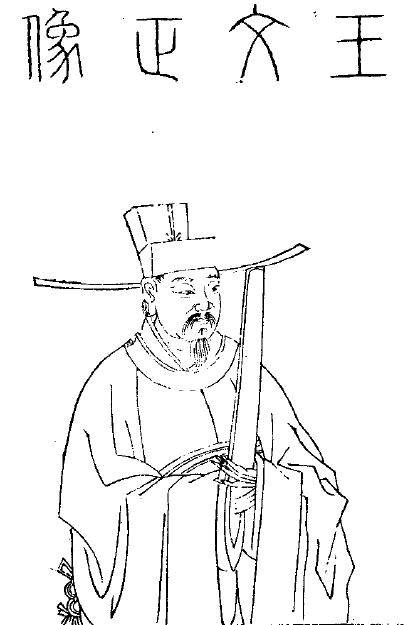
1850년에 출간된 청나라의 역사서인 《고성현상전략》(古聖賢像傳略)에 게재된 공련경(孔蓮卿)의 왕단 삽화

왕단(王旦, 957년 또는 958년 1월 ~ 1017년 10월 6일)은 북송의 정치인으로 자는 자명(子明)이다. 1006년부터 1017년에 사망하기 직전까지 재상을 역임했다. 북송 진종 황제의 신임을 받은 왕단은 1008년 이후에 전권을 위임받았다.
왕단은 대개 신실하고 덕망이 높은 관리로 기억되는데 그 이유는 주로 낮은 인지도를 유지하면서 자신의 악명높은 비양심적인 동료인 왕흠약(王欽若)이 재상 재임 기간 동안에 승진하는 것을 막으면서 유능한 인재를 관료로 영입했기 때문이다. 그러나 왕단 역시 진종 황제의 도를 지나치고 우스꽝스러운 행적을 칭찬하고 격려했으며 진종 황제의 임종에 유감을 표시하였다.

## 생애 초반
왕단은 후주 시대였던 957년 또는 958년 1월에 대명부 선현(大名府 莘縣, 현재의 산둥성 랴오청시 선현)에서 태어났다. 왕단이 태어나던 당시에는 왕단의 아버지인 왕우(王祐)가 위현(魏縣) 또는 남악현(南樂縣)에서 현감을 역임하고 있었다.  왕단이 3세였을 때에 후주가 멸망하고 송나라가 건국되었다.
왕단은 어려서부터 공부하는 것을 좋아했다. 980년 무과에 우등으로 급제하여 평강현(平江縣)의 현령(縣令)으로 부임하였다. 평강현의 전운사(轉運使)였던 조창언(趙昌言)은 왕단의 통치에 매우 감명을 받아 자신의 딸을 왕단과 약혼시켰다. 왕단은 984년에 평강현에서의 임무를 마치고 왕장은 담주(潭州)에 위치한 은광을 관리하는 임무를 맡았다. 왕단은 담주의 전군(典郡)이었던 하승구(何承矩)의 추천을 받아 송나라의 수도인 개봉(開封)의 비서성(秘書省)으로 자리를 옮겼고 그곳에서 저작좌랑(著作佐郞)으로 일했다. 왕단은 《문원영화》(文苑英華)와 《시류》(詩類)를 저술했고 나중에 전중승(殿中丞)으로 승진했다.
왕단은 985년에 왕단은 정주(鄭州)의 통판(通判)으로 임명되었고 987년에는 호주(濠州)로 자리를 옮겼다. 990년에는 왕우칭(王禹偁)이 왕단에게 전운사를 맡을 것을 추천했지만 왕단은 송나라의 수도인 개봉에서 일하는 것을 선호했기 때문에 문헌을 제출하고 직사관(直史館)에 배치되었다. 왕단은 991년에 자신의 아버지가 불과 10년 전에 충원한 지제고(知制誥)가 되었다. 왕단은 많은 동료들에게 깊은 인상을 남겼고 같은 과를 졸업한 이항(李沆)은 그를 높이 평가했다. 전약수(錢若水)는 왕단이 재상이 될 수 있다고 확신했다.

## 재상 임명 준비
997년 5월에 조광의(趙光義, 사후에 북송 태종으로 명명됨)가 죽고 그의 아들인 조항(趙恒, 사후에 북송 진종으로 명명됨)이 뒤를 이었다. 왕단은 새 황제의 통치하에 중서성(中書省)에서 사인(舍人)으로 처음 고용되었다. 몇 달 뒤 왕단은 심관원(審官院), 통진은태봉박사(通進銀台封駁司)에서 관직을 맡으면서 한림원 학사가 되었다. 젊은 황제는 그에게 다소 호감을 가지고 있었다고 한다. 전약수가 은퇴를 제안했을 때에 왕단은 황제로부터 승진할 수 있는 중앙 관직의 사람을 추천하라는 요청을 받았다. 전약수는 왕단에게 필요한 "재능과 명성"이 있었기 때문에 중요한 역할에 적합하다는 것을 알았다고 한다. 이에 황제는 "이 사람이 바로 내 마음 속의 사람이다."라고 평가했다고 한다.
1000년 3월에는 왕단을 비롯한 2명의 한림원 학사가 새로운 학사를 모집하기 위해 과거 시험을 담당하였다. 10일 동안 과거 시험장에서 은둔한 왕단은 즉시 급사중(給事中)과 추밀원 문하성(樞密院 門下省)으로 임명되었다. 왕단은 1001년 4월에 공부 시랑(工部 侍郎)과 참지정사(參知政事)가 되었고 이를 통해 황제와 함께 정사당(政事堂)에서 정책 논의에 참여할 수 있었다.

## 재상
왕단의 재상 재임 기간 동안에 북송의 과거제는 다음과 같은 중요한 제도적 발전을 겪었다.
- 1007년에는 무관의 신분을 보호하는 관행이 북송의 수도인 개봉에서 실시되던 과거 시험에서 지방에서 실시된 과거 시험까지 확대되었다.
- 1015년에는 등록원(謄錄院)이 설치되어 과거 시험에 응시한 수험자들이 시험지를 복사하여 필적 확인에 따른 부정 행위를 방지했다.
- 1007년부터 1011년까지 후원을 통한 공식적인 과거 시험 홍보 체계가 발달했다.

비록 이러한 변화에서 왕단의 역할은 불분명하지만 역사학자인 에드워드 크래크는 왕단이 북송의 영향력 있는 재상일 뿐만 아니라 경험 많은 시험관으로서 그들의 배후에 있을 것이라고 주장했다.
왕단 역시 많은 인재를 후원하고 추천하여 승진을 시켰다. 왕단이 추천한 최소한 5명의 인물들은 훗날 재상이 되었는데 구준(寇準), 이적(李迪), 왕증(王曾), 장사손(張士遜), 여이간(呂夷簡)이 이에 해당한다.